# Weddington (Caroline du Nord)
Weddington est une ville américaine située dans les comtés d'Union et de Mecklemburg dans l'État de Caroline du Nord. En 2010, sa population était de 9 459 habitants.

## Démographie
| 1990  | 2000  | 2010  | - | - | - |
| ----- | ----- | ----- | - | - | - |
| 3 803 | 6 696 | 9 459 | - | - | - |

## Source de la traduction
- (en) Cet article est partiellement ou en totalité issu de l’article de Wikipédia en anglais intitulé « Weddington, North Carolina » (voir la liste des auteurs).